# Chipley (Florida)
Chipley ist eine Stadt und zudem der County Seat des Washington County im US-Bundesstaat Florida. Das U.S. Census Bureau hat bei der Volkszählung 2020 eine Einwohnerzahl von 3.660 ermittelt.

## Geographie
Chipley liegt etwa 120 km westlich von Tallahassee.

## Geschichte
Chipley wurde 1882 während des Baus der Bahnstrecke der Pensacola and Atlantic Railroad unter dem Namen Orange gegründet. Noch im selben Jahr wurde der Ort in Chipley umbenannt, um damit einen der beiden Gründer des Eisenbahnunternehmens, W. D. Chipley, zu ehren. Durch die im Folgejahr eröffnete Bahnlinie entstand eine durchgängige Schienenverbindung zwischen Pensacola und Jacksonville. Von 1912 bis in die späten 1930er Jahre bestand zudem noch eine Stichstrecke von Chipley nach Southport, nördlich von Panama City.
Bis 2005 war der Bahnhof Chipley eine Station des Sunset Limited der Bahngesellschaft Amtrak von Orlando nach Los Angeles. Nach den Auswirkungen des Hurrikans Katrina wurde die Linie jedoch auf die Strecke New Orleans – Los Angeles verkürzt. Der einzige Schienenverkehr besteht seitdem aus Gütertransporten, die von der Bahngesellschaft CSX Transportation durchgeführt werden.

## Demographische Daten
Laut der Volkszählung 2010 verteilten sich die damaligen 3605 Einwohner auf 1632 Haushalte. Die Bevölkerungsdichte lag bei 336,9 Einw./km². 68,2 % der Bevölkerung bezeichneten sich als Weiße, 26,9 % als Afroamerikaner, 0,8 % als Indianer und 1,1 % als Asian Americans. 0,6 % gaben die Angehörigkeit zu einer anderen Ethnie und 2,4 % zu mehreren Ethnien an. 2,9 % der Bevölkerung bestand aus Hispanics oder Latinos.
Im Jahr 2010 lebten in 34,7 % aller Haushalte Kinder unter 18 Jahren sowie 31,3 % aller Haushalte Personen mit mindestens 65 Jahren. 65,7 % der Haushalte waren Familienhaushalte (bestehend aus verheirateten Paaren mit oder ohne Nachkommen bzw. einem Elternteil mit Nachkomme). Die durchschnittliche Größe eines Haushalts lag bei 2,53 Personen und die durchschnittliche Familiengröße bei 3,12 Personen.
29,9 % der Bevölkerung waren jünger als 20 Jahre, 25,8 % waren 20 bis 39 Jahre alt, 24,0 % waren 40 bis 59 Jahre alt und 20,3 % waren mindestens 60 Jahre alt. Das mittlere Alter betrug 35 Jahre. 47,3 % der Bevölkerung waren männlich und 52,7 % weiblich.
Das durchschnittliche Jahreseinkommen lag bei 31.611 $, dabei lebten 24,8 % der Bevölkerung unter der Armutsgrenze.
Im Jahr 2000 war Englisch die Muttersprache von 98,60 % der Bevölkerung und spanisch sprachen 1,40 %.

## Sehenswürdigkeiten
Die Chipley City Hall, das South Third Street Historic District und der Woman’s Club of Chipley sind im National Register of Historic Places gelistet.

## Verkehr
Chipley wird von der Interstate 10 tangiert sowie vom U.S. Highway 90 (SR 10) und den Florida State Roads 77 und 273 durchquert. Der nächste Flughafen ist der Northwest Florida Beaches International Airport (rund 70 km südlich).
Der Bahnhof Chipley ist stillgelegt.

## Kriminalität
Die Kriminalitätsrate lag im Jahr 2010 mit 240 Punkten (US-Durchschnitt: 266 Punkte) im durchschnittlichen Bereich. Es gab eine Vergewaltigung, 25 Körperverletzungen, 25 Einbrüche, 53 Diebstähle und sechs Autodiebstähle.